# أندرو دورانتي
اندرو دورانتي (بالإنجليزية: Andrew Durante)‏ (3 مايو 1982 بسيدني في أستراليا - ) هو لاعب كرة قدم أسترالي في مركز الدفاع. شارك مع منتخب نيوزيلندا لكرة القدم. أما مع النوادي، فقد لعب مع باليستيير خالسا وسيدني إف سي ونادي سيدني أوليمبيك ونادي سيدني يونايتد 58 ونادي ويلينغتون فينيكس ونيوكاسل يونايتد جتس وباراماتا باور ‏.

## وصلات خارجية
- أندرو دورانتي على موقع الاتحاد الدولي (مؤرشف)  (الإنجليزية)
- أندرو دورانتي على موقع قاعدة بيانات كرة القدم.إي يو (الإنجليزية)
- أندرو دورانتي على موقع ناشيونال فوتبول تيمز (الإنجليزية)
- أندرو دورانتي على موقع Soccerway.com (الإنجليزية)
- أندرو دورانتي على موقع عالم كرة القدم.نت (الإنجليزية)